# Tsarevo
Tsarevo (bulgariska: Царево) är en småstad i södra Bulgarien, vid stranden av Svarta Havet. Befolkningen uppgick till 5 806 invånare i slutet av 2007. Två badstränder lockar till visst turistliv. Området är svagt utvecklat; hästdragna vagnar för transporter är vanliga.